# Gúgol
El término gúgol (en inglés: googol) es el nombre de un número acuñado en 1920 por un niño, sobrino del matemático estadounidense Edward Kasner. Kasner anunció el concepto en su libro Las matemáticas y la imaginación. Isaac Asimov dijo en una ocasión al respecto: «Tendremos que padecer eternamente un número inventado por un bebé». Un gúgol es un uno seguido de cien ceros, o lo que es lo mismo, en notación científica:
1 gúgol = 10100
Un gúgol equivale un uno seguido de 100 ceros, en la escala numérica larga se nombraría diez mil sexdecillones, que es aproximadamente igual a {\displaystyle 70!} (factorial de 70), y sus únicos factores primos son 2 y 5 (cien veces cada uno). Escrito en el sistema binario ocupa 333 bits.
El gúgol no es de particular importancia en las matemáticas y tampoco tiene usos prácticos. Kasner lo usó para ilustrar la diferencia entre un número inimaginablemente grande y el infinito. A veces es también usado de esta manera en la enseñanza de las matemáticas.
Cuando fue nombrado en 1938, el gúgol era indudablemente grande y, desde un punto de vista físico, un gúgol es mayor que el número de átomos de hidrógeno en el Universo conocido. Sin embargo, con la invención de computadoras y algoritmos rápidos, el cálculo de números del tamaño de un gúgol se ha convertido en rutina. Por ejemplo, incluso el difícil problema de la factorización en números primos es ahora sencillo para 100 cifras.
El número más grande que puede ser representado en la mayoría de calculadoras de bolsillo o científicas es poco menos que un gúgol: 9,9999999 E+99 = 9,9999999{\displaystyle \times }1099 = 99,99999999% de un gúgol. Pero hay que considerar que muchas calculadoras que representan estos números solamente utilizan entre 10 a 30 dígitos significativos, si bien algunos modelos permiten exponentes mayores que 99.

## Gúgolplex
Un gúgolplex (googolplex en inglés) es un uno seguido de un gúgol de ceros, esto es, 10 elevado a la gugol-décima potencia:
 1 {\displaystyle {\mbox{gúgolplex}}={10}^{\mbox{gúgol}}={10}^{{10}^{100}}\,\!}
El término fue acuñado por Kasner y originalmente significaba «un uno, seguido de ceros hasta que te canses de escribir». Después, Kasner decidió estandarizar el término, «porque las personas se cansan en diferentes momentos, y no será aceptable decir que Carnera es mejor matemático que Einstein por tener más capacidad física».
Una hoja de papel lo suficientemente grande para poder escribir en ella explícitamente todas las unidades contenidas en un gúgolplex (colocándolos en línea, no formando una superficie) no se podría meter dentro del universo conocido. Es decir, si 1010 se expresa con 10 ceros: 10 000 000 000, escribir cada cero de un gúgolplex sería imposible (por suerte, la notación científica simplifica esto). Aun así, un gúgolplex no deja de ser finito. Un dato curioso es que si tuviéramos un universo de un gúgolplex de metros, podríamos ver réplicas exactas de nosotros mismos, ya que las posibles maneras de que se pueden ordenar los átomos es de aproximadamente 10 elevado a 10 elevado a 70. Es decir, como se nos acaban las maneras de ordenar los átomos, podremos observar una combinación de átomos que sea la misma combinación que nosotros mismos tenemos.

## Gúgolduplex
De la misma forma que el gúgolplex es un uno seguido de gúgol ceros, el gúgolduplex (googolduplex en inglés) es un uno seguido de gúgolplex ceros, es decir:
 1 {\displaystyle {\mbox{gúgolduplex}}={10}^{\mbox{gúgolplex}}={10}^{{10}^{{10}^{100}}}\,\!}
Al igual que el gúgolplex y el gúgolduplex, la secuencia sigue de la misma manera. Un 1 con un gúgolduplex de ceros hace un gúgoltriplex, un 1 con un gúgoltriplex de ceros hace un gúgolquadruplex, y así sucesivamente. Aun así, esta secuencia es insignificante para describir el Número de Graham, que es uno de los números con nombre propio más grandes que se conocen.

## En la cultura popular
- Douglas Adams llama «gúgolplex» a unas de las computadoras más importantes del universo en su Guía del autoestopista galáctico.
- La famosa compañía Google deriva del nombre del Gúgol en inglés: Googol. Es llamada así debido a que al buscar en ella se obtendría «un gúgol de resultados».[4]
- En la película Back to the Future Part III, el Dr. Emmett Brown menciona el número gúgolplex (esto solo se menciona en la versión en inglés). Cuando se encuentra en la cantina abatido por el hecho de abandonar a Clara Clayton, le dice al hombre con el que charla que «Clara es una entre un millón, una entre un billón, una entre un googolplex».
- El número es referenciado habitualmente en la serie animada Los Simpson, puesto que da nombre a unas salas de cine de Springfield (Springfield Googolplex Theaters) a las que acuden los personajes.